# فرانسوا بورغا
فرانسوا بورغا (François Burgat)، ولد في 1948، وهو أستاذ العلوم السياسية ومدير الأبحاث في معهد البحوث والدراسات حول العالم العربي والإسلامي في آكس أون بروفانس. وكرس عمله لدراسة المتغيرات السياسية والتيارات السياسية الإسلامية في العالم العربي.

## مؤلفاته
- الأرشيف المفتوح لفرانسوا بورغا: قائمة ونصوص المؤلفات المودعة في موقع HAL، من سنة 1988 وحتى 2014.
- تحديث الإسلام: الدين في المجال العام في أوروبا والشرق الأوسط (Modernizing Islam : Religion in the Public Sphere in Europe and the Middle East )، جون إسبوزيتو، فرانسوا بورغا، لندن، هيرست وشركاه، نوفمبر 2002، ص 278. (باللغة الإنجليزية).
- الإسلام السياسي في المغرب: صوت الجنوب (L’islamisme au Maghreb : La voix du Sud)، طبعات كارتالا، 1988. Petite bibliothèque Payot، طبعة 1995 و 2008.
- اليمن إلى الجمهورية: الأيقونة التاريخية (1900-1970)، بيروت / صنعاء، CEFAS، طبعة 2005، 320 صفحة، (العربية والفرنسية) الطبعة الثانية منقحة وموسعة (مع إريك فاليه) صنعاء، 2012، 423 صفحة.
- ليبيا، Paris PUF، مجموعة ماذا أعلم؟، الطبعة الثالثة محدثة، أبريل 2003، بالتعاون مع أندريه لاروند، 127 صفحة.
- الإسلام السياسي في الواجهة (L’islamisme en face)، باريس، La Découverte، سنة 1995، وطبعة جيب سنة 1996، وطبعة محدثة 2002.
- فهم الإسلام السياسي: مسار البحث على آخر إسلامي، 1973-2016، باريس، La Découverte، سنة 2016، 260 صفحة، (ردمك 9782707192134).